# Руменка
Руменка (серб. Руменка) — приміське село в Сербії, приналежний до міської общини Нові-Сад Південно-Бацького округу в багатоетнічному, автономному краю Воєводина.

## Населення
Населення села становить 6495 осіб (2002, перепис), з них:
- серби — 4302 — 75,09%;
- мадяри — 747 — 13,03%;

Решту жителів  — з десяток різних етносів, зокрема: чорногорці, хорвати, словаки і до сотні русинів-українців, частина з яких вже асимілювалися.